# Мост Эразма
Мост Эра́зма (нидерл. Erasmusbrug) — вантовый мост через реку Маас в центре Роттердама, первый со стороны моря. Благодаря своей необычной конструкции и узнаваемым асимметричным очертаниям пилона быстро стал одним из символов города («Лебедь-мост»).
Проект моста был представлен архитектором ван Беркелем. Длина моста — 802 метра, высота пилона — 139 метров. В южной (более удалённой от центра города) части моста есть разводной пролёт, который считается самым большим и тяжёлым в Западной Европе.
После того, как на конструкцию было потрачено более 163 млн евро, 6 сентября 1996 года мост был официально открыт Королевой Беатрикс. В октябре 1996 года мост был открыт для транспортного движения. Однако, вскоре выяснилось, что конструкция Эразмова моста недостаточно устойчива к сильным порывам ветра. По этой причине было решено установить дополнительные регуляторы тяги.

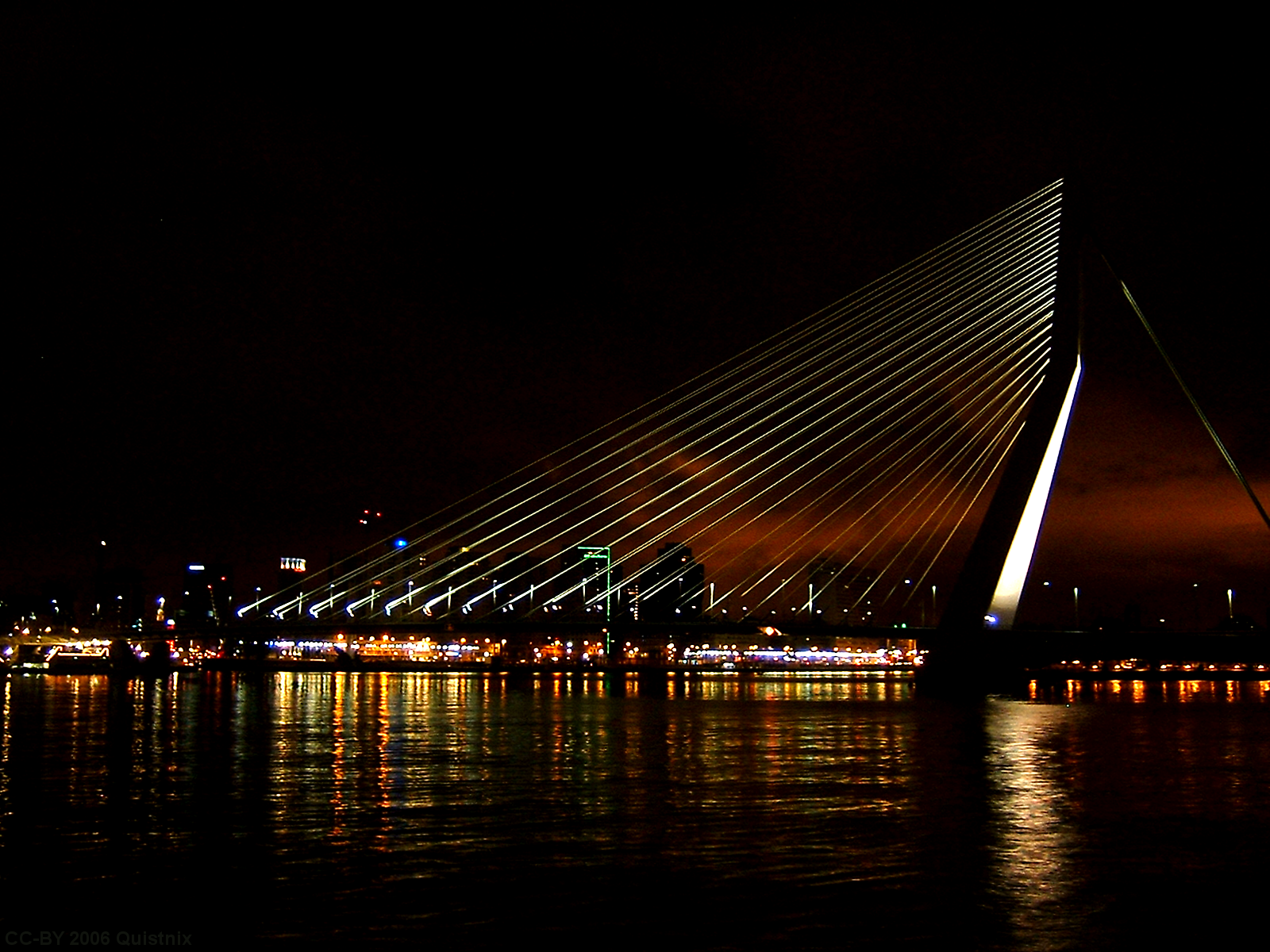
Вид на мост Эразма ночью

## Кино- и телесъёмки моста
- В 1998 году на мосту проходили съёмки некоторых сцен фильма «Кто я?» с участием Джеки Чана.
- В 2005 году под мостом пролетело несколько самолётов в рамках соревнований Red Bull Air Race.
- В 2005 году мост послужил фоном для выступления DJ Tiesto.
- В 2010 году мост Эразма был пересечен во время Тур де Франс.